# Lone Pine (Kalifornien)
Lone Pine ist ein census-designated place im Inyo County des Bundesstaats Kalifornien. Das U.S. Census Bureau hat bei der Volkszählung 2020 eine Einwohnerzahl von 2.014 ermittelt. Er liegt im Owens Valley auf einer Höhe von 1136 m unter der Ostflanke der Sierra Nevada am Fuße des 4418 m hohen Mount Whitney, dem höchsten Berg der USA außerhalb Alaskas.
Die Ureinwohner des Owens Valley waren Paiute-Indianer. Sie wurden 1860 zwangsumgesiedelt in ein Indianerreservat beim 200 km südlicheren Fort Tejon. In der Anfangsphase der Stadt war sie ein Versorgungszentrum für die umliegenden Farmer.
Zwischen 1942 und 1945 wurden nördlich des Ortes im Manzanar War Relocation Center im Rahmen der Internierung japanischstämmiger Amerikaner bis zu 10.046 Internierte festgehalten.

## Geographie
Erschlossen ist der Ort im von Nord nach Süd gerichteten Tal des Owen Rivers hauptsächlich durch den entlang des Tals verlaufenden U.S. Highway 395. Parallel zum Fluss läuft der Los Angeles Aqueduct, in den seit 1924 das Wasser des Flusses abgeleitet wird, um das etwa 300 km entfernte Los Angeles mit Trinkwasser zu versorgen. Der südlich des Ortes gelegene Owens Lake ist seitdem nahezu ausgetrocknet. 
Östlich des Tales steigen die Inyo Mountains auf mit ihren höchsten Gipfeln Waucoba Mountain (3337 m) und Cerro Gordo Peak (2755 m). Sie gehören teilweise bereits zum Death-Valley-Nationalpark, der von Lone Pine über die California State Route 136 zu erreichen ist. Die angrenzenden Teile der Sierra gehören bis zum Gebirgskamm zum Inyo National Forest, einem Nationalforst und sind weitgehend als John Muir Wilderness, einem Wilderness Area (Wildnisschutzgebiet) ausgewiesen. Jenseits der Gipfelkette liegt der Sequoia-&-Kings-Canyon-Nationalparks, zu dem jedoch von dieser Seite der Berge keine Straßen führen.

## Tourismus
Die Einwohner leben hauptsächlich vom Tourismus. Es gibt mehrere Motels, Restaurants und seit dem Frühjahr 2006 das Lone Pine Film History Museum. Der Ort diente mit seiner malerischen Lage als Location für die Außenaufnahmen zahlreicher Western vor allem in den 1930er und 1940er Jahren, aber auch in den 1950er und 1960er Jahren. Dazugehörende Memorabilien werden im Museum gezeigt. Das Museum hat auch einen Führer zu den nahe gelegenen Alabama Hills herausgegeben. Er führt Besucher auf einer Tour durch die Hügelkette, in der ein großer Teil der Filme der Region gedreht wurden.  
Außerdem profitiert der Ort von seiner Lage zwischen mehreren stark besuchten Nationalparks und als Ausgangspunkt für Bergsteiger in der Sierra. 1873 bestiegen erstmals Menschen den Mount Whitney, der Höhenunterschied zwischen Lone Pine und Gipfel beträgt über 3000 m.